# Мартин охотський
Мартин охотський (Larus schistisagus) — вид мартинів з роду Larus. Поширений у Східній Азії.

## Поширення
Птах гніздиться вздовж узбережжя Охотського моря від мису Наварін на південь до північного краю Північної Кореї, включаючи Командорські острови та Хоккайдо. Частина популяції веде осілий спосіб життя, а частина зимує в Японії, Кореї, на північному сході Китаю та на Тайвані.